# Mike Mendez
Mike Mendez, né en 1973 à Los Angeles, est un réalisateur américain.

## Biographie
Mike Mendez a tout d'abord réalisé plusieurs courts métrages dans sa jeunesse. Puis au fil des années a travaillé sur différents courts et longs métrages comme maquilleur ou assistant de production.
Il passe à la réalisation en 1996 avec Serial Killers. Ce film violent et dérangeant est présenté au festival du film de Sundance. Le film remporte un grand succès critique et public. Il réalise ensuite Le Couvent en 2000 avec Adrienne Barbeau en tête d'affiche, film présenté au festival du film fantastique de Gérardmer. En 2006 il réalise Profanations avec comme acteurs Dominic Purcell et Tchéky Karyo.

## Filmographie

### Réalisateur
- 1996 : Serial Killers
- 2000 : Le Couvent (The Convent)
- 2006 : Profanations (The Gravedancers)
- 2013 : Une sale grosse araignée (Big Ass Spider!)
- 2013 : Lavalantula

### Acteur
- 2021 : Malignant de James Wan